# Petr Haluza
Petr Haluza (* 23. července 1983) je český hokejový útočník.

## Hráčská kariéra
- 2003/2004 HC Hamé Zlín (E, jun)
- 2003/2004 HC Žraloci Vyškov (2. liga)
- 2003/2004 HC Minor 2000 Přerov (2. liga)
- 2003/2004 HK Jestřábi Prostějov (E, jun)
- 2004/2005 HC Sareza Ostrava (1. liga)
- 2004/2005 VSK Technika Brno (2. liga)
- 2005/2006 VSK Technika Brno (2. liga)
- 2006/2007 HC VCES Hradec Králové (1. liga)
- 2006/2007 HC Vsetín (E)
- 2007/2008 HC VCES Hradec Králové (1. liga)
- 2008/2009 HC Kometa Brno (1. liga)
- 2009/2010 HC Olomouc (1. liga)
- 2009/2010 HC Dukla Jihlava (1. liga)
- 2010/2011 HC Olomouc (1. liga)
- 2011/2012 HC Olomouc (1. liga)
- 2011/2012 HC Kometa Brno (E)
- 2012/2013 Královští lvi Hradec Králové (1. liga)
- 2013/2014 Ciarko PBS Bank Sanok (PHL), HC Dukla Jihlava (1. liga)
- Celkem v Extralize: 8 zápasů, 1 gólů, 0 přihrávek, 1 bodů a 2 trestných minut. (ke konci sezony 2011/2012).[1]